# Маяк Татер-Ду
Маяк Татер-Ду (англ. Tater Du Lighthouse) — маяк, расположенный недалеко от города Пензанс в графстве Корнуолл, Великобритания.
Строительство маяка было начато после кораблекрушения испанского каботажного судна «Хуан Феррера» 23 октября 1963 года. Корабль перевернулся, при этом погибло 11 человек. После трагедии ассоциации рыбаков оказали давление на корпорацию Trinity House, заявив, что подобные трагедии могут повториться. Маяк был построен с полностью автоматической установкой, которая управляется дистанционно из специального пункта Trinity House в городе Пензанс. Строительство маяка из бетонных блоков было завершено к июлю 1965 года. Маяк светит тремя белыми огнями, вспыхивающими каждые 15 секунд. В туман издается два звуковых сигнала в секунду каждые 30 секунд.